# انتونیو دیاز گیل
انتونیو دیاز گیل (انگلیسی: Antonio Díaz Gil; ۱۰ مهٔ ۱۹۳۴ – ۵ آوریل ۲۰۱۴) بازیکن فوتبال اهل اسپانیا بود.
از باشگاه‌هایی که در آن بازی کرده‌است می‌توان به باشگاه فوتبال خرز، باشگاه فوتبال کادیس، باشگاه فوتبال سلتاویگو، باشگاه فوتبال گرانادا، و باشگاه فوتبال سویا اشاره کرد.